# С-53 (1941)
С-53 — советская дизель-электрическая торпедная подводная лодка серии IX-бис, С — «Средняя» времён Второй мировой войны. В боевых действиях не участвовала, с 1954 года передана Китаю, служила до конца 1970-х годов.

## История строительства
28 сентября 1938 года заложена в Ленинграде на заводе № 189 под заводским номером 286. В разобранном виде по железной дороге перевезена на Дальний Восток на завод № 202 (Дальзавод) во Владивостоке;
На начало Великой Отечественной войны продолжала строиться. Спущена на воду 30 октября 1941 года. 30 декабря 1942 года вступила в строй. 7 февраля 1943 года вошла в состав Тихоокеанского флота. Зачислена в состав 3-го дивизиона 1-й бригады подводных лодок ТОФ.

## История службы
В боевых действиях участия не принимала. В сентябре 1944 года переформирована в состав 1-го дивизиона 1-й бригады подводных лодок ТОФ с базированием на бухту Малый Улисс. Весной 1945 года получила гидроакустическую станцию «Тамир-5», успешно участвовала в её испытаниях совместно с однотипной С-52.
В октябре 1945 года переформирована в состав 11-го дивизиона 4-й бригады подводных лодок в подчинении Порт-Артурской военной базы и перебазирована на Порт-Артур.
С апреля 1951 года переформирована в состав 125-й бригады подводных лодок 5-го флота ВМФ СССР. В 1952 году прошла капитальный ремонт на «Дальзаводе».
В 1953—1954 годах использовалась как учебный корабль для подготовки первых китайских подводников.
24 июня 1954 года исключена из состава ВМФ СССР и в торжественной обстановке передана Китайской Народной Республике. С-53 и одновременно передававшаяся С-52 стали первыми подводными лодками в составе ВМС КНР. С китайским экипажем перешла в Циндао, из советского экипажа на борту на время перехода остались командир, штурман, командир БЧ-5 и старшины команд БЧ-5.
24 августа 1954 года советский экипаж расформирован.
Далее служила в составе ВМС НОАК под названием 新中國12號 («Новый Китай» № 12) и бортовым номером «402», затем «422». Служила до 1963 года. Была утилизирована в 1970-х годах.

## Командиры
- 1940—1941: Я. К. Мельник
- 1941: И. Ф. Кучеренко
- 1944—1946: Кольцов Николай Иванович
- 1953—1954: Н. П. Прыгунков